# Zitti e buoni
«Zitti e buoni» или «ZITTI E BUONI» (с итал. — «Тихие и послушные») — песня итальянской группы «Måneskin», выпущенная 3 марта 2021 года звукозаписывающей компанией «Sony Music Entertainment Italy» как второй сингл в поддержку второго студийного альбома группы Teatro d’ira: Vol. I.
С этой песней «Måneskin», одержав победу на фестивале песни в Сан-Ремо — 2021, получили право представить Италию на «Евровидении-2021» в Роттердаме (Нидерланды), где также стали победителями, набрав в общей сумме 524 балла.

## Создание
Песня «Zitti e buoni», написанная в 2016 году, изначально задумывалась как баллада, но позже была переработана в направлении рока. Основное содержание песни — обличение старших поколений, не понимающих и не ценящих молодёжь, которую «Måneskin» призывают не расстраиваться и быть верными самим себе. Видеоклип на эту песню был снят режиссёром Симоне Пелузо и вышел 3 марта 2021 года на видеохостинге YouTube.

## Продвижение
Первое живое исполнение «Zitti e buoni» состоялось на первом концерте фестиваля песни в Сан-Ремо, где группа участвовала в конкурсной программе. Группу обвинили в плагиате из-за некоторого сходства между припевом «Zitti e buoni» и припевом песни Энтони Ласло «F.D.T.», но звукозаписывающая компания «Sony Music Entertainment Italy» опровергла эту информацию.
По итогам голосования «Zitti e buoni» одержала победу в финале фестиваля в Сан-Ремо, набрав 40,68 % от всех голосов и получив право представлять Италию на «Евровидении-2021».
16 марта 2021 года вышла финальная версия песни для «Евровидения», отличавшаяся от первоначальной версии сокращённой продолжительностью и отсутствием итальянских нецензурных ругательств: строчка первоначального текста Vi conviene toccarvi i coglioni (с итал. — «Лучше потрогайте свои яйца») превратилась в «Vi conviene non fare più errori» (с итал. — «Лучше не делайте больше ошибок»), а Non sa di che cazzo parla (с итал. — «Не знают, какую херню говорят») — в Non sa di che cosa parla (с итал. — «Не знают, о чём говорят»).

## Евровидение
65-й конкурс песни «Евровидение-2021» прошёл в Роттердаме, Нидерланды и состоял из двух полуфиналов — 18 и 20 мая 2021 года, и финала — 22 мая 2021 года. Согласно правилам «Евровидения», все страны, за исключением страны-хозяйки и «Большой пятёрки», состоящей из Великобритании, Германии, Испании, Италии и Франции, должны принять участие в одном из двух полуфиналов для того, чтобы выйти в финал, в который проходит десятка лучших соответствующего полуфинала. Поскольку Италия входит в «Большую пятёрку», страна автоматически проходит в финал, который состоялся 22 мая 2021 года на сцене арены «Rotterdam Ahoy» в Роттердаме, Нидерланды. 15 мая 2021 года стало известно, что Италия выступит во второй половине финала под номером 24. По итогам голосования финала конкурса, «Måneskin» стали победителями «Евровидения-2021», набрав в общей сумме 524 балла (318 баллов от телезрителей, 206 баллов от жюри). Для Италии эта победа стала третьей на этом конкурсе.

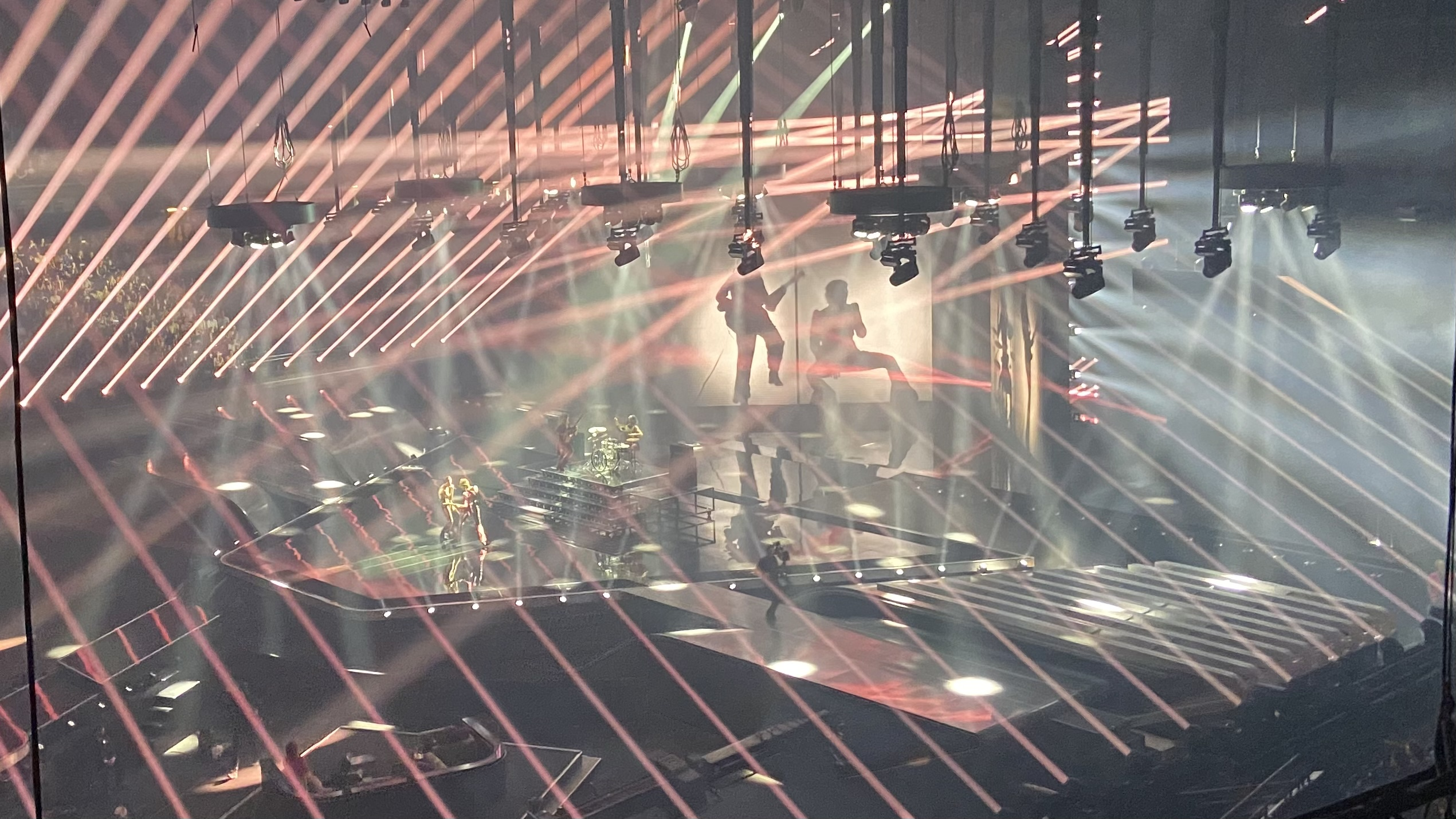
Исполнение группы во время репетиций первого полуфинала «Евровидения-2021»

## Участники записи
По данным сервиса Tidal.

### Участники «Måneskin»
- Дамиано Давид — продюсер, композитор, автор текста песни, ассоциированный исполнитель
- Итан Торкио — продюсер, композитор, ассоциированный исполнитель
- Томас Раджи — продюсер, композитор, ассоциированный исполнитель
- Виктория Де Анжелис — продюсер, композитор, ассоциированный исполнитель

### Прочие
- Фабрицио Феррагуццо — продюсер

## Чарты
| Чарт (2021)                               | Высшая позиция |
| ----------------------------------------- | -------------- |
| Австрия (Ö3 Austria Top 40)               | 2              |
| Бельгия/Фландрия (Ultratop 50)            | 2              |
| Бельгия/Валлония (Ultratop 50)            | 43             |
| Чехия (Singles Digitál Top 100)           | 6              |
| Дания (Tracklisten)                       | 18             |
| Финляндия (Suomen virallinen lista)       | 1              |
| Франция (SNEP)                            | 107            |
| Германия (GfK)                            | 9              |
| Мир (Global Excl. U.S. (Billboard)        | 22             |
| Венгрия (Single Top 40)                   | 34             |
| Венгрия (Stream Top 40)                   | 6              |
| Ирландия (IRMA)                           | 12             |
| Израиль (Media Forest)                    | 11             |
| Италия (FIMI)                             | 2              |
| Нидерланды (Dutch Top 40)                 | 19             |
| Нидерланды (Single Top 100)               | 1              |
| Норвегия (VG-lista)                       | 2              |
| Португалия (AFP)                          | 4              |
| Испания (PROMUSICAE)                      | 16             |
| Швеция (Sverigetopplistan)                | 1              |
| Швейцария (Schweizer Hitparade)           | 2              |
| Великобритания (OCC UK Singles)           | 17             |
| Великобритания (OCC UK Rock & Metal)      | 1              |
| США (Hot Hard Rock Songs, Billboard)      | 8              |
| США (World Digital Song Sales, Billboard) | 7              |

## Сертификации
| Регион                                                                      | Сертификация  | Продажи |
| --------------------------------------------------------------------------- | ------------- | ------- |
| Италия (FIMI)                                                               | 2× Платиновый | 140 000 |
| Данные о продажах + прослушиваниях приведены только на основе сертификации. |               |         |

## История релиза
| Регион | Дата         | Формат                                      | Лейбл                    | Прим.  |
| ------ | ------------ | ------------------------------------------- | ------------------------ | ------ |
| Италия | 3 марта 2021 | Contemporary hit radio                      | Sony Music Entertainment | [ 48 ] |
| Мир    | 3 марта 2021 | цифровая дистрибуция, потоковое мультимедиа | Sony Music Entertainment | [ 49 ] |